# Saint-Christophe (Charente Marítim)
Saint-Christophe és un municipi francès situat al departament del Charente Marítim i a la regió de la Nova Aquitània. L'any 2007 tenia 1.136 habitants.

## Demografia

### Població
El 2007 la població de fet de Saint-Christophe era de 1.136 persones. Hi havia 422 famílies de les quals 78 eren unipersonals (43 homes vivint sols i 35 dones vivint soles), 156 parelles sense fills, 180 parelles amb fills i 8 famílies monoparentals amb fills.
La població ha evolucionat segons el següent gràfic:
Habitants censats

### Habitatges
El 2007 hi havia 472 habitatges, 434 eren l'habitatge principal de la família, 14 eren segones residències i 25 estaven desocupats. 455 eren cases i 15 eren apartaments. Dels 434 habitatges principals, 339 estaven ocupats pels seus propietaris, 88 estaven llogats i ocupats pels llogaters i 7 estaven cedits a títol gratuït; 1 tenia una cambra, 11 en tenien dues, 32 en tenien tres, 130 en tenien quatre i 260 en tenien cinc o més. 353 habitatges disposaven pel capbaix d'una plaça de pàrquing. A 159 habitatges hi havia un automòbil i a 247 n'hi havia dos o més.

### Piràmide de població
La piràmide de població per edats i sexe el 2009 era:
| Homes | Edats   | Dones |
| ----- | ------- | ----- |
| 0     | 95 o +  | 0     |
| 0     | 90 a 94 | 0     |
| 0     | 85 a 89 | 4     |
| 4     | 80 a 84 | 20    |
| 20    | 75 a 79 | 12    |
| 8     | 70 a 74 | 16    |
| 16    | 65 a 69 | 32    |
| 20    | 60 a 64 | 20    |
| 24    | 55 a 59 | 28    |
| 20    | 50 a 54 | 20    |
| 44    | 45 a 49 | 20    |
| 20    | 40 a 44 | 56    |
| 48    | 35 a 39 | 44    |
| 32    | 30 a 34 | 20    |
| 32    | 25 a 29 | 40    |
| 28    | 20 a 24 | 4     |
| 52    | 15 a 19 | 28    |
| 36    | 10 a 14 | 44    |
| 32    | 5 a 9   | 28    |
| 24    | 0 a 4   | 24    |

## Economia
El 2007 la població en edat de treballar era de 753 persones, 585 eren actives i 168 eren inactives. De les 585 persones actives 538 estaven ocupades (282 homes i 256 dones) i 47 estaven aturades (21 homes i 26 dones). De les 168 persones inactives 70 estaven jubilades, 55 estaven estudiant i 43 estaven classificades com a «altres inactius».

### Ingressos
El 2009 a Saint-Christophe hi havia 440 unitats fiscals que integraven 1.206,5 persones, la mediana anual d'ingressos fiscals per persona era de 17.897 €.

### Activitats econòmiques
Dels 44 establiments que hi havia el 2007, 1 era d'una empresa alimentària, 1 d'una empresa de fabricació d'altres productes industrials, 21 d'empreses de construcció, 4 d'empreses de comerç i reparació d'automòbils, 2 d'empreses de transport, 1 d'una empresa d'hostatgeria i restauració, 2 d'empreses d'informació i comunicació, 2 d'empreses financeres, 2 d'empreses immobiliàries, 5 d'empreses de serveis, 1 d'una entitat de l'administració pública i 2 d'empreses classificades com a «altres activitats de serveis».
Dels 17 establiments de servei als particulars que hi havia el 2009, 1 era un taller de reparació d'automòbils i de material agrícola, 7 paletes, 3 guixaires pintors, 1 fusteria, 2 electricistes, 2 empreses de construcció i 1 perruqueria.
L'únic establiment comercial que hi havia el 2009 era una fleca.
L'any 2000 a Saint-Christophe hi havia 13 explotacions agrícoles que ocupaven un total de 672 hectàrees.

## Equipaments sanitaris i escolars
El 2009 hi havia una escola elemental.

## Poblacions més properes
El següent diagrama mostra les poblacions més properes.